# Othnielosaurus
Az Othnielosaurus a madármedencéjű dinoszauruszok egyik neme, amely nagyjából a mai Egyesült Államok nyugati részén fekvő Morrison-formáció területén élt a késő jura korban, mintegy 155–148 millió évvel ezelőtt. A nemet, melynek leletanyaga egy része korábban hivatalosan Laosaurus néven vált ismertté, a híres őslénykutató Othniel Charles Marsh tiszteletére nevezték el. Ehhez a nemhez tartoznak a korábban az Othnieliához kapcsolt maradványok is, melyeket korábban túl töredékesnek találtak a külön nembe való besoroláshoz a Marsh és csontháborús ellenfele, Edward Drinker Cope által hátrahagyott taxonómia tisztázására irányuló, évtizedekig tartó kutatás részeként. Az Othnielosaurust rendszerint hypsilophodontidaként, az elterjedt kis termetű, két lábon járó növényevők vagy mindenevők családjának tagjaként sorolják be, bár az újabb keletű vizsgálatok megkérdőjelezték ezt, és felvetették annak a lehetőséget, hogy talán a hypsilophodontidák egy külön csoportjába tartozott.

## Anatómia
Az Othnielosaurushoz kapcsolódóan olyan leletanyag áll rendelkezésre, amihez a csontváz valamennyi részéről származó maradványok tartoznak, és amiben két jó állapotú csontváz is található, a koponya azonban még alig ismert (megjegyzendő, hogy e leletekre 1977 előtt többnyire kettős névvel, Othnielia rexként hivatkoztak). Az Othnielosaurus kis termetű állat volt, a hossza 2 méter vagy annál kevesebb, a tömege pedig maximum 10 kilogramm lehetett. Két lábon járt, rövid mellső és hosszú hátsó lábain nagy izomtapadási pontként szolgáló nyúlványok voltak. Rövid és széles kezei rövid ujjakban végződtek. A feje a típuspéldány részleges, és egy feltehetően e nemhez tartozó, „Barbara” névre keresztelt példány koponyája alapján kicsi volt. Kis, levél alakú (első és hátsó élükön apró recékkel és fogacskákkal ellátott) pofafogakkal és kevésbé mintázott premaxilláris fogakkal rendelkezett. Sok hypsilophodontidához vagy iguanodontia ornithopodához, például a Hypsilophodonhoz, a Thescelosaurushoz, és a Talenkauenhez hasonlóan az Othnielosaurus bordái mentén vékony lemezek helyezkedtek el. E bordaközi lemezek kötőszövetből álltak.

## Osztályozás
Az Othnielosaurust (melyet korábban Laosaurusnak, Nanosaurusnak és Othnieliának is neveztek) általában hypsilophodontida ornithopodának, egy homályosan és rosszul definiált, kis termetű, futó életmódot folytató, növényevő dinoszauruszokból álló csoport tagjának tekintik. Ezt a véleményt 1990-ben Robert T. Bakker és szerzőtársai megkérdőjelezték. Az új taxonról, a Drinker nistiről készített leírásukban az Othnieliát két fajra (az O. rexre és az O. consorsra) bontották fel, és az „othnielidákat” a hypsilophodontidáknál bazálisabb dinoszauruszokként helyezték el. Az újabb keletű elemzések, melyek alapján a Hypsilophodontidae család parafiletikus csoport, támogatják azt az ötletet, ami szerint az „othnielidák” bazálisak a többi hypsilophodontidához képest, azonban a Drinker hovatartozása vitatott, mivel a leírása óta gyakorlatilag semmi újdonság sem jelent meg róla. Néha az egyéb bazális ornithopodákat, főként az Hexinlusaurust, melyet legalább egy szerző O. multidens néven az „Othnielia” egyik fajaként sorolt be, szintén az Othnielosaurushoz kapcsolják. Az újabb tanulmányok elfogadják azt az elméletet, ami szerint az Othnielosaurus bazálisabb a többi tradicionális hypsilophodontidánál, emellett pedig el is távolítják a nemet az Ornithopoda mellett a szarvas ceratopsiákat és a kupolás fejű pachycephalosaurusokat is tartalmazó, nagyobb Cerapoda csoportból.

## Történet és taxonómia

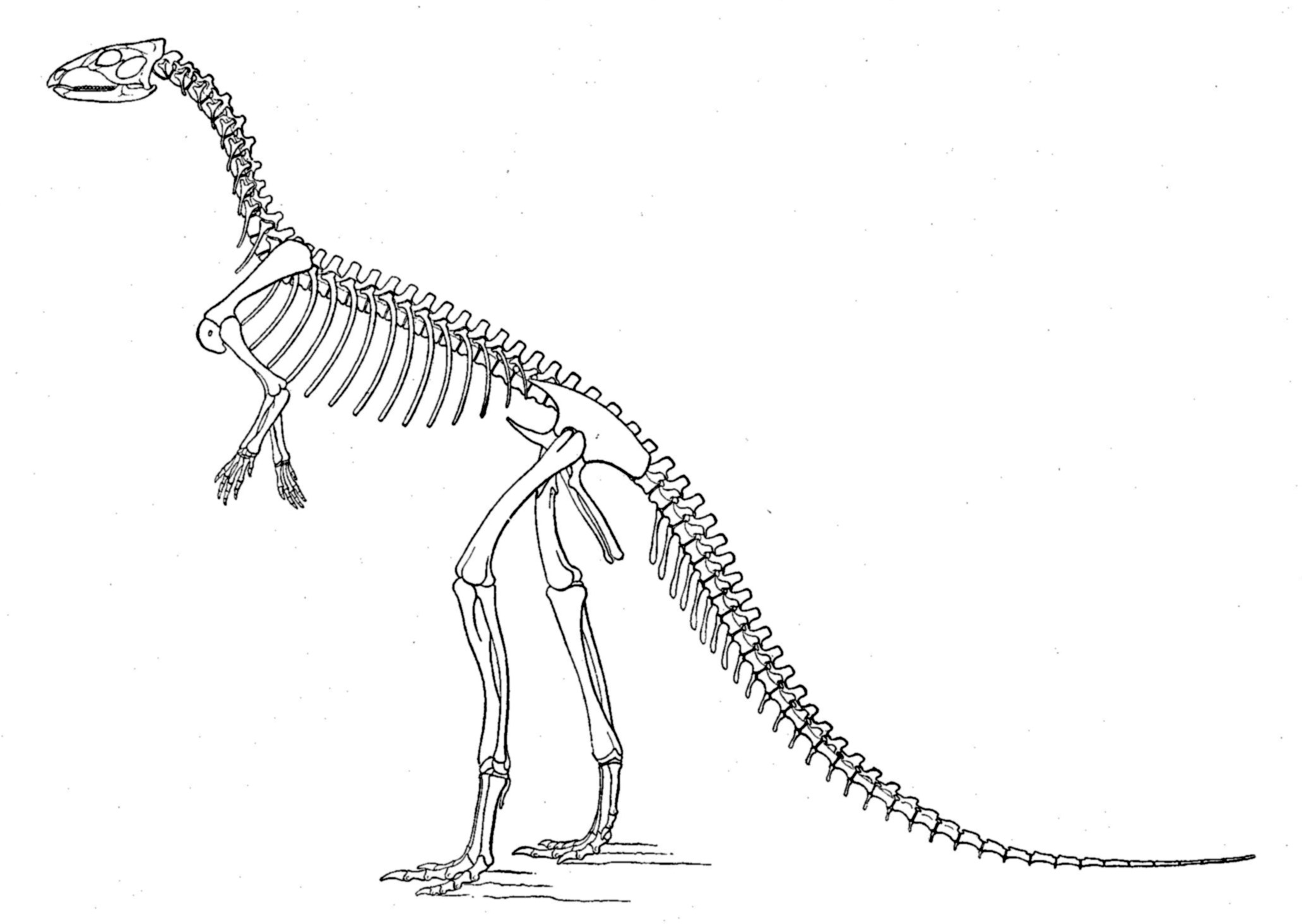
A „Laosaurus” consors (jelenlegi nevén Othnielosaurus) Othniel Charles Marsh által 1896-ban készített csontváz rekonstrukciója

Marsh több fajt és nemet is elnevezett a 19. század végén, melyekről kiderült, hogy hypsilophodontidák vagy hypsilophodontidaszerű állatok, köztük a (feltételezett) Nanosaurus agilist, az „N.” rexet, a Laosaurus celert, a L. consorst és a L. gracilist. Ez a taxonómia nagyon bonyolulttá vált, és több alkalommal is megpróbálták átdolgozni.
1877-ben Marsh a Morrison-formációban, a coloradói Garden Parknál talált részleges maradványok alapján különböző publikációkban elnevezte a Nanosaurus két faját. A N. agilis leírását tartalmazó cikk az YPM 1913 katalógusszámú leleten alapul, ami a fogazat lenyomataiból és a koponya alatti csontváz részeiből, egy csípőcsontból, a combcsontokból, a sípcsontokból és egy szárkapocscsontból áll. A N. rexről szóló másik cikk a második fajt írja le, amit Marsh az YPM 1915 (Galton 2007-es műve szerint YPM 1925) katalógusszámú lelet, egy teljes combcsont alapján nevezett el. Mindkét fajt kis („róka méretű”) állatnak tekintette. A nemet a mára használaton kívül került Nanosauridae családhoz kapcsolta.
A következő évben Laosaurus néven új nemet hozott létre a wyomingi Como Bluffban Samuel Wendell Williston által begyűjtött leletanyag számára. Két fajt nevezett el: a típusfajt, a L. celert, tizenegy csigolya (az YPM 1875); és a „kisebb” L. gracilist egy hátcsigolya középső része, egy farokcsigolya középső része, valamint egy singcsont darabja alapján (Peter Galton 1983-ban úgy találta, hogy a példány tizenhárom hát- és nyolc farokcsigolyából, továbbá a két hátsó láb részeiből áll).
Marsh 1894-ben L. consors néven egy harmadik fajt is létrehozott az YPM 1882 katalógusszámú, egy összefüggő csontváz nagy részéből és legalább egy másik példány maradványaiból álló leletanyag alapján. A koponya csak részben őrződött meg, és a tény, hogy a csigolyát csak egy csigolyatest képviselte arra utalt, hogy az egyed nem volt kifejlett. Galton (1983-ban) megjegyezte, hogy a jelenleg felállított csontvázat gipsz vagy festék felhasználásával rekonstruálták.
Ezek a fosszíliák kevés tudományos figyelmet kaptak az 1970-es és 1980-as évekig, akkor azonban Peter Galton egy „hypsilophodontidákról” szóló cikksorozat kapcsán többet is újra megvizsgált. 1973-ban Galton és James A. Jensen Nanosaurus (?) rex néven leírást készítettek egy részleges, koponya és karok nélküli csontvázról (a BYU ESM 163 katalógusszámú leletről), melyet korábban más fosszíliagyűjtők megrongáltak.  1977-ben Galton úgy ítélte meg, hogy a Nanosaurus agilis eltért a N. rexről és az új csontváztól, így a N. rex számára létrehozta az Othnielia nemet. Az 1977-es utalás, amely valahogyan bekerült a Dryosaurus transzkontinentális fajairól szóló cikkbe, nincs kifejtve, de az új nemhez kapcsolta a Laosaurus consorst és a L. gracilist, a L. celert pedig nomen nudumnak minősítette. A Drinker publikálása tovább bonyolította a helyzetet.
2007-ben Galton újraértékelte a Morrison-formációból ismert madármedencéjűeket, és arra a következtetésre jutott, hogy a „Nanosaurus” rex (és a belőle létrehozott Othnielia) combcsontja nem diagnosztikus, így átsorolták a jóval diagnosztikusabb leletanyagon alapuló Laosaurus consorshoz. Mivel maga a Laosaurus nem sem alapult diagnosztikus leletanyagon, a L. consors egy saját nembe került, amely az Othnielosaurus nevet kapta. Ennek következményeként terjedt el az a tévhit, hogy az Othnielia jelenleg Othnielosaurus consors néven ismert. Az Othnielia valójában nem az Othnielosaurus szinonimája, mivel más példányokon alapulnak; az Othnielia leírására és ábrázolására használt csontvázak az Othnielosaurus leletanyagának részét képezik, a korábbi név csak a combcsontra utal. Az egyes fajok státusza jelenleg a következő: a Nanosaurus agilis egy lehetséges bazális ornithopoda, a „N.” rex (az Othnielia) kétséges bazális ornithopoda, a Drinker nisti átmenetileg érvényes taxon, a L. consors az Othnielosaurus típusfaja, a L. celer és a L. gracilis pedig továbbra is kétséges fajnak tekintendők.

## Ősbiológia és ősökológia
Az Othnielosaurus a Morrison-formáció dinoszaurusz faunájának kisebb tagjai közé tartozott, apró volt az óriás sauropodákhoz viszonyítva. A Morrison-formációt félszáraz, nedves és száraz évszakok jellemezte lapos ártéri környezetként értelmezik. A növényzet a folyókat szegélyező erdők tűlevelűitől, páfrányfáitól és harasztjaitól a szavannákon növő harasztokig és ritkán álló fákig terjedt. Gazdag fosszília-lelőhely, melyből zöld algák, gombák, mohák, zsurlók, harasztok, cikászok, ginkgók és a tűlevelűek különféle családjainak maradványai kerültek elő. Az itt felfedezett további fosszíliák között kagylók, csigák, sugarasúszójú halak, békák, szalamandrafélék, teknősök, felemásgyíkok, gyíkok, szárazföldi és vízi krokodilformák, több pteroszauruszfaj, számos dinoszauruszfaj, valamint a korai emlősök közé tartozó docodonták, multituberculaták, symmetrodonták és triconodonták váltak ismertté. A Morrison-formációban olyan dinoszauruszokat találtak, mint a theropodák közé tartozó Ceratosaurus, Allosaurus, Ornitholestes és Torvosaurus, a sauropodák közé tartozó Apatosaurus, Brachiosaurus, Camarasaurus és Diplodocus, továbbá a madármedencéjűek közé tartozó Camptosaurus, Dryosaurus és Stegosaurus. Az Othnielosaurust a 2–5. sztratigráfiai zónában találták meg.
Az Othnielosaurust más hypsilophodontidákhoz hasonlóan jellemzően kistestű, gyors növényevőként értelmezik, bár a valószínűleg a rokonságába tartozó Nanosaurust Bakker (1986-ban) mindenevőként értelmezte. Ez az elképzelés kapott némi nem hivatalos támogatást, de a szakirodalomban kevésbé támogatják; az elmélet tesztelésére teljesebb koponya maradványokra lenne szükség.

## Fordítás
- Ez a szócikk részben vagy egészben az Othnielosaurus című angol Wikipédia-szócikk ezen változatának fordításán alapul.  Az eredeti cikk szerkesztőit annak laptörténete sorolja fel. Ez a jelzés csupán a megfogalmazás eredetét és a szerzői jogokat jelzi, nem szolgál a cikkben szereplő információk forrásmegjelöléseként.